# Detlef Schlegel
Detlef Schlegel (* 14. Februar 1964 in Roßwein) ist ein deutscher Koch.

## Werdegang
Nach der Ausbildung bildete Schlegel sich 1991 zum Küchenmeister fort. 1992 ging er zu Brenners Parkhotel in Baden-Baden und 1993 zum Landhaus Nösse auf Sylt. 1994 wechselte er zum Grand Hotel Victoria Jungfrau in Interlaken in der Schweiz und 1995 ins Chesery zu Robert Speth in Gstaad, ebenfalls in der Schweiz.
Seit 2001 ist er Patron im Stadtpfeiffer in Leipzig, wo er seit Jahren mit einem Michelin-Stern und 17 Punkten im Gault-Millau ausgezeichnet wird.